# Seznam prostozidarskih velikih lož
Seznam prostozidarskih velikih lož.

## A
- Velika loža Alpina
- Velika loža Argentine
- Velika loža Armenije
- Združena velika loža Avstralije New South Wales
- Velika loža Zahodne Avstralije
- Velika loža Avstrije

## B
- Šestindvajset velikih lož Brazilije
- Regularna velika loža Belgije
- Velika loža Bolivije

## Č
- Narodna velika loža Češke
- Velika loža Čila

## D
- Velika loža Danske
- Velika loža Dominikanske republike

## F
- Velika nacionalna loža Francije
- Velika loža Filipinov

## G
- Velika loža Grčije
- Velika loža Gvatemale

## H
- Velika loža Hrvaške

## I
- Velika loža Indije
- Velika loža Irske
- Velika loža Islandije
- Veliki vzhod Italije
- Velika loža Izraela

## J
- Velika loža Japonske
- Velika regularna loža Jugoslavije
- Velika nacionalna loža Jugoslavije

## K
- Velika loža Kanade
- Velika loža Kitajske
- Velika loža Kostarike
- Velika loža Kube

## L
- Velika loža Luksemburga

## M
- Velika simbolična loža Madžarske
- Dvanajst velikih lož Mehike

## N
- Velika loža Nizozemske
- Velika loža Norveške
- Velika loža Nove Zelandije

## P
- Velika loža Paname
- Velika simbolična loža Paragvaja
- Velika loža Peruja
- Velika narodna loža Poljske
- Velika loža Portugalske
- Velika loža Portorika

## Q
- Velika loža Queensland

## S
- Velika regularna loža Slovenije
- Velika loža Senegala
- Velika loža Slovenije

## Š
- Velika loža Škotske
- Velika loža Španije
- Velika loža Švedske

## T
- Velika loža Tasmanije
- Velika loža Turčije

## U
- Velika loža Urugvaja

## V
- Velika loža Venezuele
- Združena velika loža Victoria

## Z
- Enainpetdeset velikih lož ZDA